# Romanos 7

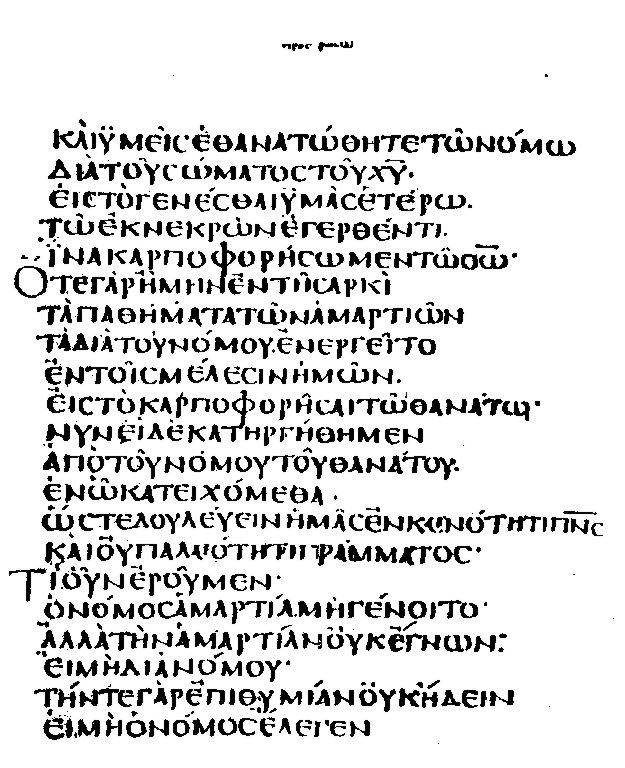
El texto griego de Romanos 7:4-7 en el Codex Claromontanus, de ca. 550 d. C.

Romanos 7 es el séptimo capítulo de la Epístola a los Romanos del Nuevo Testamento de la  Biblia cristiana. Fue compuesta por Pablo el Apóstol, mientras se encontraba en Corinto a mediados de los años 50 d. C., con la ayuda de un amanuense (secretario), Tercio, que añadió su propio saludo en Romanos 16:22.

## Texto
El texto original fue escrito en griego koiné. Este capítulo está dividido en 25 versículos.

### Testigos textuales
.

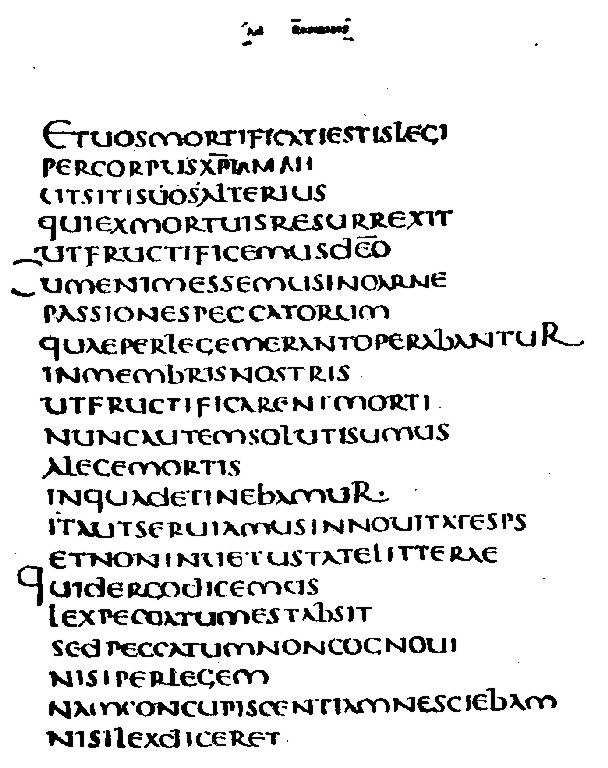
El texto latino de Romanos 7:4-7 del Codex Claromontanus

Algunos manuscritos antiguos que contienen el texto de este capítulo son:
- Codex Vaticanus (325-350 d. C.)
- Codex Sinaiticus (330-360)
- Codex Alexandrinus (400-440)
- Codex Ephraemi Rescriptus (~450; completo)